# Javaris Crittenton
Javaris Cortez Crittenton (Atlanta, Georgia, 31. prosinca 1987.) američki je profesionalni košarkaš. Igra na poziciji razigravača, a trenutno je član NBA momčadi Washington Wizards. Izabran je u 1. krugu (19. ukupno) NBA drafta 2007. od strane Los Angeles Lakersa.

## Karijera

### Srednja škola
Crittenton je pohađao srednju školu "Atlanta Christian Academy", gdje je bio suigrač s Dwightom Howardom. Crittenton i Howard predvodili su momčad do osvajanja GHSA državnog prvenstva. Nakon Howardovog odlaska u NBA ligu, Crittenton se nameće kao vođa momčadi. Na trećoj godini bilježi u prosjeku 28.4 poena, 8.2 skokova i 7.5 asistencija. Predvodio je svoju momčad do novog finala GHSA prvenstva, ali su izgubili u finalu. Na četvrtoj godini prosječno bilježi 29 poena, 7 skokova i 9 asistencija po utakmici i predvodi momčad do osvajanja GHSA državnog prvenstva. Tijekom sezone izabran je u McDonald's All-American petorku, te je proglašen za nagradu "Mr.Georgia Basketball" 2006. godine. Imao je prosjek ocjena 3.5, te je imao puno poziva od raznih sveučilišta, ali se na kraju odlučio za sveučilište Georgia Tech.

### Sveučilište
Na sveučilištu bio je vođa momčadi. 13. veljače 2007. postigao je rekordnih 29 poena protiv Florida Statea.

### NBA
Crittenton je izabran u 1. krugu (19. ukupno) NBA drafta 2007. od strane Los Angeles Lakersa. Tijekom NBA ljetne lige, Crittenton je upisao 18 poena i 1 asistenciju u pobjedi svojih Lakersa nad Warriorsima, uključujući i šut 1.7 sekundi prije kraja utakmice. 2. travnja 2008., Crittenton je kao član Memphis Grizzliesa upisao 23 poena (najviše u karijeri) u pobjedi nad Knicksima 130-114.

#### Zamjena Grizzlies-Lakers
1. veljače 2008. mijenjan je u Memphis Grizzliese zajedno s Kwameom Brownom i Aaronom McKiem, za prava na Marca Gasola i za Paua Gasola, te izbore u prvog kruga (2008. i 2010.) drafta. 

#### Washington Wizards
10. prosinca 2008., Crittenton je bio dio zamjene triju momčadi. Zajedno je s Mikeom Jamesom iz New Orleansa poslan u Washington Wizardse, u zamjenu za izbor prvog kruga Grizzliesima i odlazak Antonia Danielsa u New Orleans.

## NBA statistika

### Regularni dio
| Godina    | Klub        | Odig. uta. | Uta. poč. | Min. | 2P%  | 3P%  | Sl. bac.% | Skok. | Asist. | Ukr. lop. | Blok. | Poena |
| --------- | ----------- | ---------- | --------- | ---- | ---- | ---- | --------- | ----- | ------ | --------- | ----- | ----- |
| 2007./08. | L.A. Lakers | 22         | 0         | 7.8  | .491 | .333 | .679      | 1.0   | .8     | .3        | .0    | 3.3   |
| 2007./08. | Memphis     | 28         | 0         | 18.1 | .400 | .265 | .697      | 3.2   | 1.2    | .4        | .1    | 7.4   |
| 2008./09. | Memphis     | 7          | 0         | 6.3  | .467 | .000 | .455      | .9    | .7     | .1        | .0    | 2.7   |
| 2008./09. | Washington  | 56         | 10        | 20.2 | .459 | .143 | .593      | 2.9   | 2.6    | .7        | .1    | 5.3   |
| Ukupno    |             | 113        | 10        | 16.4 | .442 | .231 | .638      | 2.4   | 1.8    | .5        | .0    | 5.3   |

## Vanjske poveznice
- Profil na NBA.com
- Profil  Arhivirana inačica izvorne stranice od 7. kolovoza 2011. (Wayback Machine) na Basketball-Reference.com
- Profil na ESPN.com